# Heinkel He 111
Heinkel He 111 var et tysk 2-motors bombefly fra 2. verdenskrig. Flyet er et af de mest kendte bombefly fra 2. verdenskrig. Det var et af de primære bombefly i Luftwaffe under hele krigen.
Flyet er især kendt fra Luftslaget om England, hvor fly af denne type udførte en meget stor del af de angreb der blev rettet mod London og andre større engelske byer. Flyet deltog dog på alle fronter.